# Circoscrizione elettorale Lazio e Umbria (Regno d'Italia)
La circoscrizione elettorale Lazio e Umbria è stata una circoscrizione elettorale di lista del Regno d'Italia per l'elezione della Camera dei deputati.

## Storia
La circoscrizione fu creata con l'istituzione del collegio unico nazionale tramite regio decreto del 13 dicembre 1923, n. 2694.
Sulla base del censimento della popolazione del 1921, alla circoscrizione vennero assegnati 30 deputati (20 per la lista prevalente e 10 per le liste di minoranza) rispetto ai 25 stabiliti per le corrispondenti province fino alle elezioni del 1921.
La circoscrizione fu abolita con legge 15 febbraio 1925, n. 122.
| Legislature     | VIII | IX   | X    | XI   | XII  | XIII | XIV  | XV   | XVI  | XVII | XVIII | XIX  | XX   | XXI  | XXII | XXIII | XXIV | XXV  | XXVI | XXVII | XXVIII | XXIX | XXX  |
| --------------- | ---- | ---- | ---- | ---- | ---- | ---- | ---- | ---- | ---- | ---- | ----- | ---- | ---- | ---- | ---- | ----- | ---- | ---- | ---- | ----- | ------ | ---- | ---- |
| Elezioni        | 1861 | 1865 | 1867 | 1870 | 1874 | 1876 | 1880 | 1882 | 1886 | 1890 | 1892  | 1895 | 1897 | 1900 | 1904 | 1909  | 1913 | 1919 | 1921 | 1924  | 1929   | 1934 | 1939 |
| Deputati eletti |      |      |      |      |      |      |      |      |      |      |       |      |      |      |      |       |      |      |      | 30    |        |      |      |
|                 |      |      |      |      |      |      |      |      |      |      |       |      |      |      |      |       |      |      |      |       |        |      |      |
| Totale eletti   | 443  | 493  | 493  | 508  | 508  | 508  | 508  | 508  | 508  | 508  | 508   | 508  | 508  | 508  | 508  | 508   | 508  | 508  | 535  | 535   | 400    | 400  |      |
| Numero collegi  | 443  | 493  | 493  | 508  | 508  | 508  | 508  | 135  | 135  | 135  | 508   | 508  | 508  | 508  | 508  | 508   | 508  | 54   | 40   | 15    | 1      | 1    |      |

## Territorio
Comprendeva le province di Roma e Perugia e aveva come capoluogo Roma.

## Dati elettorali
| Partito                            | Partito                            | Risultati 6 aprile 1924 | Risultati 6 aprile 1924 | Risultati 6 aprile 1924 | Seggi | Seggi |
| Partito                            | Partito                            | Voti                    | %                       | ±                       | Num   | ±     |
| ---------------------------------- | ---------------------------------- | ----------------------- | ----------------------- | ----------------------- | ----- | ----- |
|                                    | Nazionale                          | 250 045                 | 66,19                   | n.d.                    | 20    | n.d.  |
|                                    | Lista nazionale bis                | 36 544                  | 9,67                    | n.d.                    | 3     | n.d.  |
|                                    | Socialista massimalista            | 22 371                  | 5,92                    | n.d.                    | 2     | n.d.  |
|                                    | Popolare                           | 20 005                  | 5,30                    | n.d.                    | 2     | n.d.  |
|                                    | Comunista                          | 16 594                  | 4,39                    | n.d.                    | 1     | n.d.  |
|                                    | Repubblicano                       | 13 857                  | 3,67                    | n.d.                    | 1     | n.d.  |
|                                    | Socialista unitario                | 8 671                   | 2,30                    | n.d.                    | 1     | n.d.  |
|                                    | Liberale                           | 6 160                   | 1,63                    | n.d.                    | 0     | n.d.  |
|                                    | Liberale indipendente              | 1 520                   | 0,40                    | n.d.                    | 0     | n.d.  |
|                                    | Partito dei Contadini              | 1 464                   | 0,39                    | n.d.                    | 0     | n.d.  |
|                                    | Partito Sardo d'Azione             | 522                     | 0,14                    | n.d.                    | 0     | n.d.  |
|                                    |                                    |                         |                         |                         |       |       |
| Iscritti                           | Iscritti                           | 669 469                 | 100,00                  |                         |       |       |
| ↳ Votanti (% su iscritti)          | ↳ Votanti (% su iscritti)          | 404 339                 | 60,40                   | n.d.                    |       |       |
| ↳ Voti validi (% su votanti)       | ↳ Voti validi (% su votanti)       | 377 753                 | 93,42                   |                         |       |       |
| ↳ Schede non valide (% su votanti) | ↳ Schede non valide (% su votanti) | 26 586                  | 6,58                    |                         |       |       |
| ↳ Astenuti (% su iscritti)         | ↳ Astenuti (% su iscritti)         | 265 130                 | 39,60                   |                         |       |       |

| Eletti | Eletti                           |  | Eletti                         | Eletti |
| ------ | -------------------------------- |  | ------------------------------ | ------ |
|        | Giuseppe Bastianini              |  | Mario Ponzio di San Sebastiano |        |
|        | Francesco Boncompagni Ludovisi   |  | Alfredo Rocco                  |        |
|        | Giuseppe Bottai                  |  | Elia Rossi Passavanti          |        |
|        | Vincenzo Carboni                 |  | Attilio Susi                   |        |
|        | Ercole Cartoni                   |  | Luciano Valentini              |        |
|        | Eugenio Casagrande di Villaviera |  | Aldo Netti                     |        |
|        | Felice Felicioni                 |  | Domenico Spinelli              |        |
|        | Luigi Federzoni                  |  | Romolo Raschi                  |        |
|        | Salvatore Gatti                  |  | Bruno Cassinelli               |        |
|        | Giorgio Guglielmi                |  | Tito Nobili Oro                |        |
|        | Ulisse Igliori                   |  | Mario Cingolani                |        |
|        | Valentino Leonardi               |  | Amanto Di Fausto               |        |
|        | Egilberto Martire                |  | Giulio Volpi                   |        |
|        | Valentino Orsolini Cencelli      |  | Giovanni Conti                 |        |
|        | Verecondo Paoletti               |  | Giacomo Matteotti              |        |

Dopo l'omicidio del deputato Matteotti (eletto anche nella circoscrizione Veneto), risultò eletto il deputato Ferdinando Innamorati (primo dei non eletti nella stessa lista).
Per morte del deputato Netti il 15 luglio 1925, risultò eletto il deputato Amedeo Fani (primo dei non eletti nella stessa lista).